# Cómplices (dúo)
Cómplices es un dúo musical español creado en 1987 por Teo Cardalda y su pareja María Monsonís.

## Historia

### sigloXX
Después de dejar su anterior agrupación (Golpes Bajos), Teo se une a su pareja María Monsonís, y juntos forman el grupo Cómplices. Su primer álbum, Manzanas, se edita en 1988, destacando las canciones «Dama del río» y «Serás mi cómplice». Tras su segundo disco, que se lanza en 1989 con el título Ángeles desangelados, Tino di Geraldo y Billy Villegas dejan la agrupación, que queda entonces como un dúo musical.
En 1990 lanzan su tercer álbum de estudio que titulan La danza de la ciudad, del cual se desprende su canción más representativa, «Es por ti», con la que alcanzan gran reconocimiento en países como México y Colombia, y se posicionan como un dúo musical reconocido tanto en España como en Hispanoamérica.
En 1991 editan su cuarto disco, Está llorando el sol, del que se desprenden canciones como «Cuando duermes», «Ojos gitanos» y «Está llorando el sol», alcanzando un éxito razonable con dicho trabajo.
En 1992, compusieron los temas principales de la serie de televisión Las mil y una Américas, una serie de dibujos animados de carácter educativo que se emitió a través de RTVE para conmemorar el quinto centenario del primer viaje de Cristóbal Colón, en colaboración con el grupo musical Mocedades, quienes fueron los encargados de interpretarlos.
Posteriormente, en 1993, realizan su quinto disco, Preguntas y flores, destacándose dos temas de él: el homónimo que da nombre al álbum y «El pintor del arco iris».
En 1994 graban su primer disco en vivo que titulan Básico. Después de este material el dúo se toma un descanso de aproximadamente cinco años en que no graban material alguno.
En 1999 regresan con su séptimo trabajo discográfico, Cousas de meigas, del que se desprende la canción, «Hoy necesito».
En 2000 realizan su octavo disco, al que llaman simplemente Cómplices, material influenciado con ideas de la India.

### sigloXXI
En 2001, María decide dejar el dúo, porque con tanto ajetreo no puede dedicarse a los 5 hijos que tiene con Teo. Así que en 2002 Teo, ya en solitario, edita el noveno disco titulado A veces, del cual se desprende la canción «Cuando creo en ti».
En 2003, otra vez con María, realizan su segundo disco en vivo, que titulan Grandes éxitos en directo, en el que cuentan con la colaboración de Presuntos Implicados y de Antonio Vega, entre otros.
Su siguiente trabajo se lanzó en 2006 bajo el título de Hello mundo cruel, con María en la formación.
En junio de 2009 salió el disco titulado Reencarnación.
En 2010 publican Cómplices 20 años, que es un disco de grandes éxitos con colaboraciones como Rosana, Mónica Naranjo o El sueño de Morfeo.
En 2015 publican Volver a empezar.

## Discografía
- Manzanas (1988).
- Ángeles desangelados (1989).
- La danza de la ciudad (1990).
- Está llorando el sol (1991).
- Preguntas y flores (1993).
- Básico (1994, grabado en vivo).
- Cousas de meigas (1999).
- Cómplices (2000).
- A veces (2002).
- Grandes éxitos en directo (2003, grabado en vivo).
- Hello mundo cruel (2006).
- Reencarnación (2009).
- 20 años (2010).
- Volver a empezar (2015).
- Refugiados (2017).
- Terra (2024).